# Convallaria majalis
Convallaria majalis L., conhecida pelo nome comum de lírio-do-vale, é uma espécie herbácea altamente venenosa, nativa do Hemisfério norte de clima temperado e fresco, mais presente na Ásia e Europa. É uma planta da família das convalariáceas, típica de formações florestais abertas. Chega a medir 30 cm. Também é conhecida pelos nomes populares de campainhas, círio-de-nossa-senhora, convalária, flor-de-maio, lírio-convale, mugué, muguet, muguete e muguete-do-vale.
É provavelmente a única espécie do gênero Convallaria na família dos espargos.

## Descrição
Convallaria majalis é uma planta herbácea perene que geralmente forma colônias extensas espalhando caules subterrâneos chamados de rizomas. Novos brotos verticais são formados nas extremidades dos estolões no verão. Estes crescem na primavera e permanecem conectados com os brotos sob o solo. As hastes crescem de 15 a 30 cm de altura, com uma ou duas folhas de 10 a 25 cm de comprimento. Os caules floridos têm duas folhas e um raceme de cinco a quinze flores no ápice do caule. 

## Toxidade
Todas as partes da planta são altamente tóxicas, incluindo as frutas vermelhas, que podem ser atraentes para crianças. Se ingerida, mesmo em pequena quantidade, a planta pode causar dor abdominal, vômito, frequência cardíaca reduzida, visão turva, sonolência e erupções cutâneas vermelhas. 

## Usos

### Perfumes
Em 1956, a Dior produziu uma fragrância simulando o cheiro do lírio-do-vale, que por sinal era a flor favorita de Christian Dior.

O perfume leva o nome de Diorissimo e foi feita por Edmond Roudnitska., Penhaligon's Lily of the Valley (1976) e Olivia Giacobetti's En Passant (2000).